# Виноградовський район
Виногра́довський муніципа́льний райо́н — адміністративна одиниця Росії, Архангельська область. До складу району входять 8 сільських та 1 міське поселення, разом — 9 поселень. Населені пункти: Березник — адміністративний центр, Конецгор'є, Рочегда.